# Sankt Peter am Ottersbach
Sankt Peter am Ottersbach este o comună în districtul Radkersburg, landul Steiermark, Austria. 

## Date geografice
Comuna este amplasată la 10 km nord de granița cu Slovenia și la 20 km est de autostrada 9 (Pyhrn). Teritoriul comunei ocupă o suprafață de 3.548 ha. de Sankt Peter am Ottersbach aparțin localitățile:
- Edla
- Entschendorf
- Perbersdorf
- St. Peter am Ottersbach
- Wiersdorf
- Wittmannsdorf

## Istoric
St. Peter am Ottersbach, are o vechime de aproape 800 de ani. Ea având în anul 2009, un număr de 2.262 loc. fiind cea mai mare comună din district. Regiunea comunei este o regiune cu dealuri, pe versanții cărora se găsesc, grădini, livezi și podgorii de viță de vie, comuna fiind renumită prin vinurile din regiune.